# Ortigueira-Mera
Ortigueira-Mera es un espacio natural declarado zona especial de conservación (ZEC) protegido desde 2001 que abarca 3868 ha de los ayuntamientos de Cariño, Cerdido, Ortigueira, Puentes de García Rodríguez y Somozas, a un lado de la ría de Ortigueira y de Ladrido. Sus lugares de referencia son Santa Marta de Ortigueira, Cariño y Moeche.
Es una zona especial de protección de aves. Gran número de aves acuáticas invernan en la zona, en especial el zarapito real.

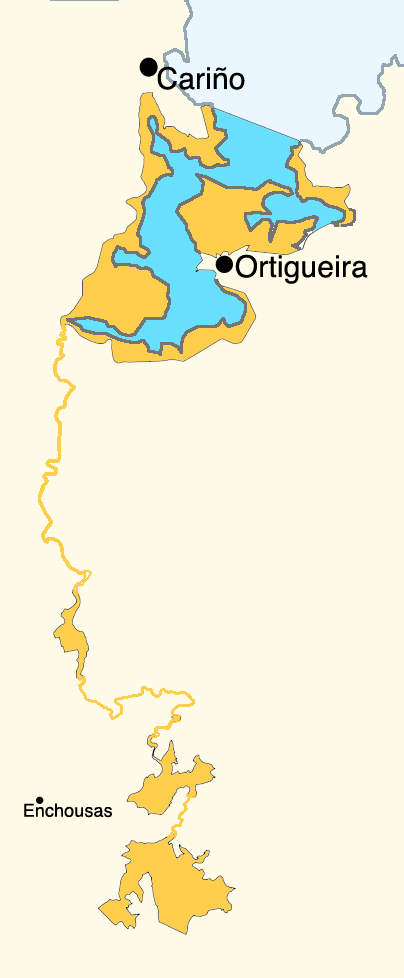
Extensión del lugar de importancia comunitaria Ortigueira - Mera